# Cảnh báo: Nhà ảo thuật đang ở trong thành phố!
Cảnh báo: Nhà ảo thuật đang ở trong thành phố! (tiếng Nga: Внимание: В городе волшебник !) là một bộ phim giả tưởng dành cho trẻ em của đạo diễn Vladimir Bychkov, ra mắt lần đầu năm 1963.

## Nội dung
Câu chuyện xảy ra ở một thành phố, ở đó có một cậu bé nghịch ngợm và một cô bé luôn đau ốm. Thế rồi không biết từ đâu xuất hiện một người thanh niên trẻ có tài làm ảo thuật, anh đã đi lang thang khắp thành phố và mỗi khi gặp một người làm việc xấu, anh đều biến thành món đồ chơi bày ở quầy hàng.
Mọi việc trở nên rắc rối thêm khi đến lượt cậu bé bị biến thành búp bê và cô bé thì lên cơn sốt mà ông bác sĩ gần nhà không chịu giúp, vì bà cô bé không có tiền.

## Diễn viên
- Aleksandr Orlov... nhà thiên văn học
- Tamara Malkova... Tata
- Mikhail Yanshin... bác sĩ Kraks
- Mikhail Zharov... ông đầu bếp
- Olga Porudolinskaya... bà ngoại
- Sasha Vedeneyev... Vasya
- Dmitry Orlov (II)... dược sĩ
- Aleksandr Lebedev... cảnh sát
- Vladimir Grammatikov
- Emilya (Emma) Treyvas
- Georgios Sovchis
- Vladimir Ponochevny... nhà ảo thuật
- Emmanuil Geller
- Yu.Andreyev
- L.Valutskaya
- Anna Dubrovina... Valentina
- Zinovy Gerdt... người kể chuyện
- Yury Andreyev

## Ê-kíp
- Giám đốc sản xuất: Mikhail Kozhin (II)
- Họa sĩ: Nikita Bogoslovsky
- Âm nhạc: Valery Levental

## Hậu trường
- Đây là một bộ phim được đánh giá là ẩn chứa nhiều bài học giáo dục sâu sắc, có nhiều tình tiết hài hước lý thú, đặc biệt là sự kết hợp đáng kinh ngạc giữa hoạt hình rối và diễn viên người thật.
- Bộ phim lần đầu ra mắt vào ngày 27 tháng 8 năm 1964. Ở Việt Nam, khán giả nhỏ tuổi lần đầu biết đến bộ phim này trong chương trình tạp kỹ dành cho thiếu nhi, phát vào lúc 2 giờ chiều (tức 14 giờ) ngày 1 tháng 1 năm 2000.